# Jon Moncayola
Jon Moncayola Tollar (Garínoain, 13 maggio 1998) è un calciatore spagnolo, centrocampista dell'Osasuna.

## Caratteristiche tecniche
È un centrocampista centrale.

## Carriera

### Club

#### Osasuna
Cresciuto nel settore giovanile dell'Osasuna, ha esordito in prima squadra il 17 agosto 2019 disputando l'incontro della Liga vinto 1-0 contro il Leganés.
L'8 giugno 2021, firma il rinnovo di contratto con la società di Pamplona, siglando un accordo record della durata di 10 anni, fino al giugno 2031. Nel nuovo accordo è prevista una clausola rescissoria di 22 milioni di euro valida fino al 30 giugno 2023, prima di essere ridotta a 20 milioni di euro per le otto stagioni successive.

### Nazionale
Moncayola esordisce con la nazionale Under-21 spagnola il 3 settembre 2020 in occasione della partita vinta contro la Macedonia del Nord valida per qualificazioni all'Europeo 2021. Viene convocato per partecipare all'Europeo 2021, giocando tutte e tre le partite della fase a gironi disputate a marzo 2021, ma saltando la fase ad eliminazione diretta tenutasi a maggio 2021 a causa della sua positività al COVID-19.

## Statistiche

### Presenze e reti nei club
Statistiche aggiornate al 14 settembre 2024.
| Stagione         | Squadra          | Campionato | Campionato | Campionato | Coppe nazionali | Coppe nazionali | Coppe nazionali | Coppe continentali | Coppe continentali | Coppe continentali | Altre coppe | Altre coppe | Altre coppe | Totale | Totale | Totale |
| Stagione         | Squadra          | Comp       | Pres       | Reti       | Comp            | Pres            | Reti            | Comp               | Pres               | Reti               | Comp        | Pres        | Reti        | Pres   | Reti   |        |
| ---------------- | ---------------- | ---------- | ---------- | ---------- | --------------- | --------------- | --------------- | ------------------ | ------------------ | ------------------ | ----------- | ----------- | ----------- | ------ | ------ | ------ |
| 2017-2018        | Osasuna B        | SDB        | 21         | 1          |                 | -               | -               |                    | -                  | -                  |             | -           | -           | 21     | 1      |        |
| 2018-2019        | Osasuna B        | TD         | 34         | 4          |                 | -               | -               |                    | -                  | -                  |             | -           | -           | 34     | 4      |        |
| Totale Osasuna B | Totale Osasuna B |            | 55         | 5          |                 |                 |                 |                    | -                  | -                  |             | -           | -           | 55     | 5      |        |
| 2019-2020        | Osasuna          | PD         | 27         | 1          | CR              | 4               | 0               |                    | -                  | -                  |             | -           | -           | 31     | 1      |        |
| 2020-2021        | Osasuna          | PD         | 36         | 2          | CR              | 1               | 0               |                    | -                  | -                  |             | -           | -           | 37     | 2      |        |
| 2021-2022        | Osasuna          | PD         | 36         | 2          | CR              | 2               | 0               |                    | -                  | -                  |             | -           | -           | 38     | 2      |        |
| 2022-2023        | Osasuna          | PD         | 37         | 1          | CR              | 7               | 0               |                    | -                  | -                  |             | -           | -           | 44     | 1      |        |
| 2023-2024        | Osasuna          | PD         | 33         | 1          | CR              | 2               | 0               | UECL               | 2                  | 0                  | SS          | 1           | 0           | 38     | 1      |        |
| 2024-2025        | Osasuna          | PD         | 4          | 0          | CR              | 0               | 0               |                    | -                  | -                  |             | -           | -           | 4      | 0      |        |
| Totale Osasuna   | Totale Osasuna   | PD         | 173        | 7          | CR              | 16              | 0               | UECL               | 2                  | 0                  | SS          | 1           | 0           | 192    | 7      |        |
| Totale carriera  | Totale carriera  |            | 228        | 12         | CR              | 16              | 0               | UECL               | 2                  | 0                  | SS          | 1           | 0           | 247    | 12     |        |

### Cronologia presenze e reti in nazionale
| Cronologia completa delle presenze e delle reti in nazionale ― Spagna under 21 | Cronologia completa delle presenze e delle reti in nazionale ― Spagna under 21 | Cronologia completa delle presenze e delle reti in nazionale ― Spagna under 21 | Cronologia completa delle presenze e delle reti in nazionale ― Spagna under 21 | Cronologia completa delle presenze e delle reti in nazionale ― Spagna under 21 | Cronologia completa delle presenze e delle reti in nazionale ― Spagna under 21 | Cronologia completa delle presenze e delle reti in nazionale ― Spagna under 21 | Cronologia completa delle presenze e delle reti in nazionale ― Spagna under 21 |
| Data                                                                           | Città                                                                          | In casa                                                                        | Risultato                                                                      | Ospiti                                                                         | Competizione                                                                   | Reti                                                                           | Note                                                                           |
| ------------------------------------------------------------------------------ | ------------------------------------------------------------------------------ | ------------------------------------------------------------------------------ | ------------------------------------------------------------------------------ | ------------------------------------------------------------------------------ | ------------------------------------------------------------------------------ | ------------------------------------------------------------------------------ | ------------------------------------------------------------------------------ |
| 3-9-2020                                                                       | Skopje                                                                         | Macedonia del Nord under 21                                                    | 0 – 1                                                                          | Spagna under 21                                                                | Qual. Europeo Under-21 2021                                                    | -                                                                              | 90’                                                                            |
| 8-10-2020                                                                      | Tórshavn                                                                       | Fær Øer under 21                                                               | 0 – 2                                                                          | Spagna under 21                                                                | Qual. Europeo Under-21 2021                                                    | -                                                                              | 89’                                                                            |
| 13-10-2020                                                                     | Alcorcón                                                                       | Spagna under 21                                                                | 3 – 0                                                                          | Kazakistan under 21                                                            | Qual. Europeo Under-21 2021                                                    | -                                                                              |                                                                                |
| 17-11-2020                                                                     | Marbella                                                                       | Spagna under 21                                                                | 3 – 0                                                                          | Israele under 21                                                               | Qual. Europeo Under-21 2021                                                    | 1                                                                              |                                                                                |
| 24-3-2021                                                                      | Maribor                                                                        | Slovenia under 21                                                              | 0 – 3                                                                          | Spagna under 21                                                                | Europeo Under-21 2021                                                          | -                                                                              | 58’                                                                            |
| 27-3-2021                                                                      | Maribor                                                                        | Spagna under 21                                                                | 0 – 0                                                                          | Italia under 21                                                                | Europeo Under-21 2021                                                          | -                                                                              | 56’                                                                            |
| 30-3-2021                                                                      | Celje                                                                          | Spagna under 21                                                                | 2 – 0                                                                          | Rep. Ceca under 21                                                             | Europeo Under-21 2021                                                          | -                                                                              |                                                                                |
| Totale                                                                         |                                                                                | Presenze                                                                       | 7                                                                              |                                                                                | Reti                                                                           | 1                                                                              |                                                                                |

## Palmarès

### Club
- Segunda División B: 1

Osasuna: 2017-2018

### Nazionale

#### Competizioni maggiori
- Argento olimpico: 1

Tokyo 2020